# ریه تاکاهاشی
ریه تاکاهاشی (انگلیسی: Rie Takahashi; ۲۷ فوریهٔ ۱۹۹۴ – ) صداپیشه و خواننده اهل ژاپن است. وی از سال ۲۰۱۳ میلادی تاکنون مشغول فعالیت بوده‌است.